# Aleyrac
Aleyrac ist eine französische Gemeinde mit 53 Einwohnern (Stand 1. Januar 2022) im Département Drôme in der Region Auvergne-Rhône-Alpes.

## Geografie
Aleyrac liegt auf einer mittleren Höhe von 461 Metern über dem Meeresspiegel am Südrand des Départements Drôme, 16 Kilometer südöstlich von Montélimar, umgeben von den Nachbargemeinden Portes-en-Valdaine, Salles-sous-Bois und Souspierre. Das Gemeindegebiet hat eine Fläche von 6,65 Quadratkilometern.

## Geschichte
Die Priorei Notre-Dame wurde 1105 erstmals urkundlich erwähnt. 1160 fand in dem Frauenkloster ein Treffen mehrerer Klostervorsteher der Region unter Leitung des Bischofs von Die statt. Die Priorei unterstand der Abtei Saint-Pierre-les-Nonnains in Lyon. 1295 lebten 13 Personen in dem Kloster, das hauptsächlich forstwirtschaftliche Einkünfte hatte, da es sich die seigneurialen Rechte mit dem Graf des Valentinois teilte. Im Hundertjährigen Krieg (1337–1453), etwa um 1380, flohen die Nonnen nach Valréas und die Priorei wurde niedergebrannt und geplündert. 1437 wurde die Priorei endgültig aufgelöst und ihre Besitztümer dem Kollegiatstift Sainte-Croix in Montélimar übergeben, das 1528 die Seigneurie Aleyrac an den Baron von Grignan verkaufte.
1793 erhielt Aleyrac im Zuge der Französischen Revolution den Status einer Gemeinde und 1801 das Recht auf kommunale Selbstverwaltung. Die höchste Einwohnerzahl (103) hatte die Gemeinde 1831. 1946 hatte sie nur noch 20 Einwohner, danach stieg die Einwohnerzahl wieder etwas.

### Einwohnerentwicklung
| Jahr                       | 1793 | 1831 | 1856 | 1866 | 1911 | 1921 | 1946 | 1954 | 1982 | 1990 | 1999 | 2008 | 2016 |
| -------------------------- | ---- | ---- | ---- | ---- | ---- | ---- | ---- | ---- | ---- | ---- | ---- | ---- | ---- |
| Einwohner                  | 85   | 103  | 66   | 89   | 70   | 45   | 20   | 30   | 29   | 39   | 45   | 48   | 46   |
| Quellen: Cassini und INSEE |      |      |      |      |      |      |      |      |      |      |      |      |      |

## Sehenswürdigkeiten
- Notre-Dame la Brune (Aleyrac)

## Lokale Produkte
Auf dem Gemeindegebiet gelten kontrollierte Herkunftsbezeichnungen (AOC) für Picodon sowie geschützte geographische Angaben (IGP) für Lammfleisch (Agneau de Sisteron), Perlhühner (Pintadeau de la Drôme), Geflügel (Volailles de la Drôme), Honig (Miel de Provence),  Knoblauch (Ail de la Drôme) und Rot-, Weiß- und Roséwein (Comtés Rhodaniens, Drôme und Méditerranée).